# Peter Schmid (Pädagoge)

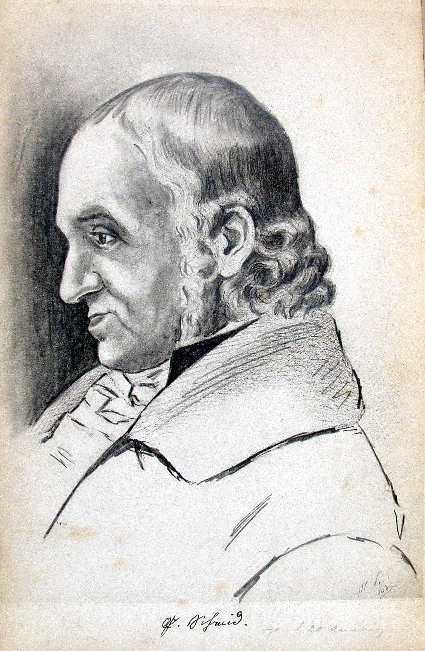
Porträt des Malers Peter Schmid. Bleistiftzeichnung seiner Tochter Wilhelmine Schmidt, 1838. Veröffentlicht als Frontispiz. In: Theodor Wunderlich: Peter Schmids Leben und Werke. Dresden 1888. Stadtbibliothek Trier.

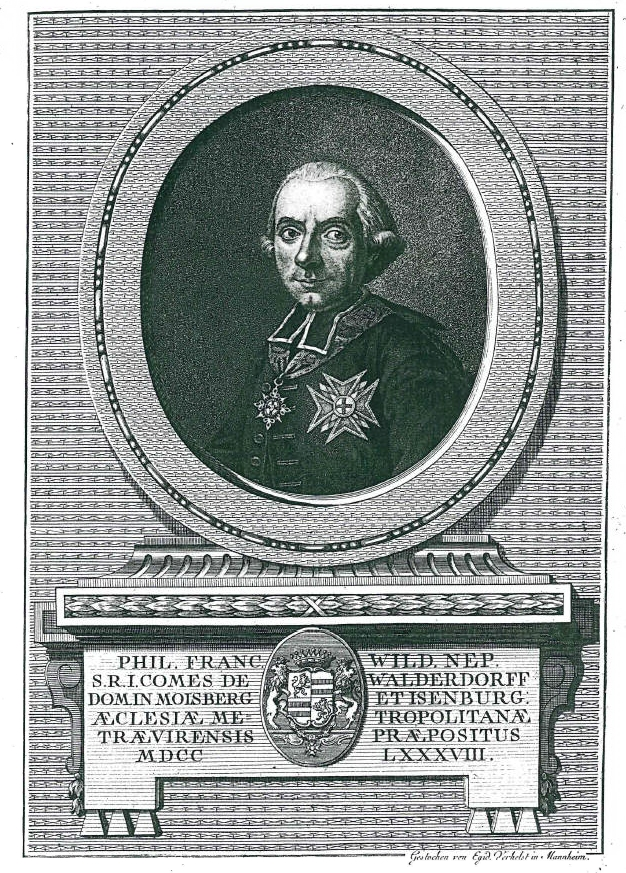
Egid Verhelst: Brustbild des Grafen Philipp Franz Wilderich Nepomuk von Walderdorff, 1788, Kupferstich, Stadtmuseum Simeonstift Trier.

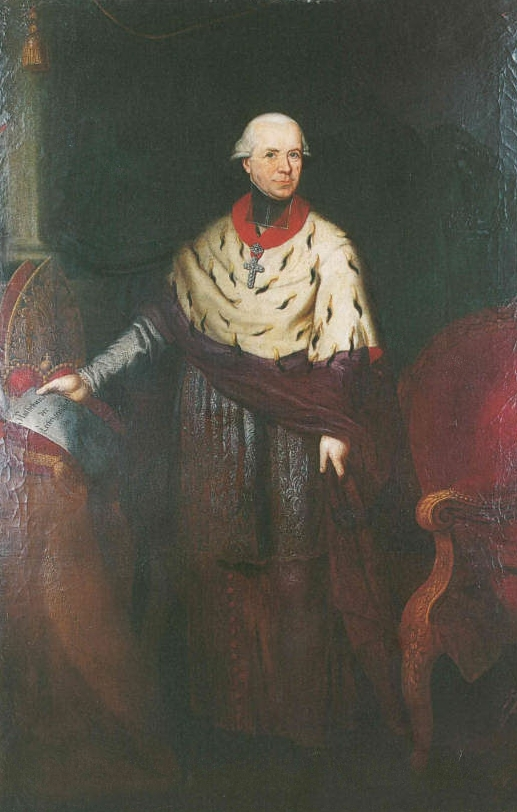
Peter Schmid (zugeschrieben): Porträt des Philipp Franz Wilderich von Walderdorff, Fürstbischof von Speyer, 1801, Bischöfliches Ordinariat Speyer.

Peter Schmid: Formenlehre, Tafel III, Kupferstich. Stadtbibliothek Trier.

Peter Schmid: Formenlehre, Tafel VIII, Kupferstich. Stadtbibliothek Trier.

Peter Schmid: Formenlehre, Tafel IX, Kupferstich. Stadtbibliothek Trier.

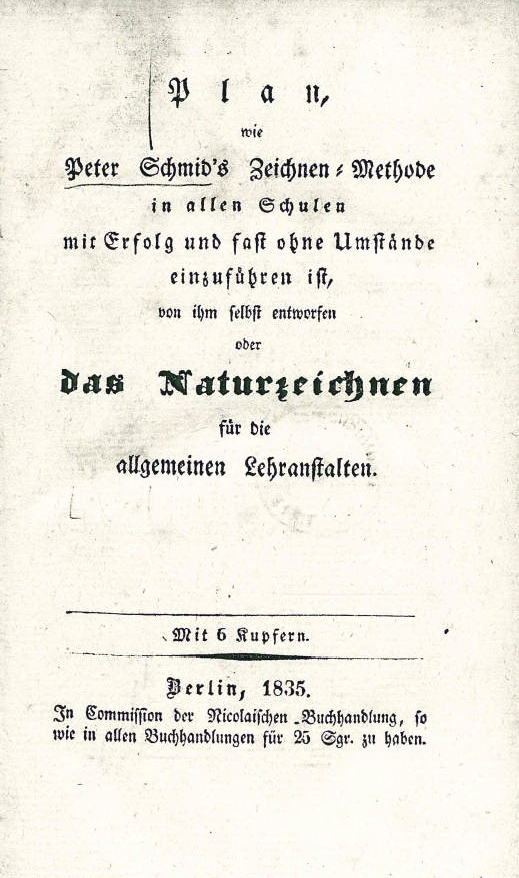
Peter Schmid, Titelblatt. Stadtbibliothek Trier

Peter Schmid (* 15. April 1769 in Trier; † 22. November 1853 in Koblenz-Ehrenbreitstein) war ein deutscher Maler und Methodiker des Zeichenunterrichts.

## Leben

### Herkunft
(Johann) Peter Schmid war der älteste Sohn des bereits 1779 verstorbenen Küfers Bartholomäus Schmid und seiner Ehefrau Anna Maria Werner, er wuchs in ärmlichen und bildungsfernen Verhältnissen auf. Mit Kinderarbeit im Trierer Armen- und Spinnhaus musste er zum Lebensunterhalt seiner Mutter und Geschwister beitragen, erhielt dort aber auch Kost und ein Mindestmaß an Schulbildung. Auf seine künstlerische Begabung wurde seine Umgebung aufmerksam, als er nach autodidaktischen Zeichen- und Malübungen zur Anfertigung von Porträts überging, mit denen er ein Zubrot für die Familie verdiente. Der kunstsinnige Trierer Dompropst Philipp Franz Wilderich Nepomuk von Walderdorff, Erbauer des Schlosses „Monaise“ in Trier, schaltete sich daraufhin als Mäzen ein und ließ Peter Schmid zum Maler ausbilden.

### Ausbildung
Ab 1782 erteilte der Trierer Maler Stephan Hawich dem jungen Peter Schmid elementaren Kunstunterricht, insbesondere in der Fertigkeit zügigen Kopierens von Vorlagen. Nach vier Jahren übergab Graf von Walderdorff seinen Zögling an den bekannten Hofmaler Januarius Zick in Ehrenbreitstein, dessen Betreuung wegen hoher Arbeitsbelastung jedoch nur sporadisch ausfiel. Immerhin machte Schmid in Zicks Atelier so erhebliche Fortschritte, dass er 1789 in die Mannheimer Zeichnungsakademie aufgenommen wurde. Hier studierte er unter dem in kurpfälzischen Diensten stehenden Hofbildhauer, Architekten, Maler und Akademiedirektor Peter Anton von Verschaffelt und dem Theater- und Historienmaler Franz Anton Leitenstorffer. Enge Kontakte bestanden wohl auch zu dem an der Akademie lehrenden Hofkupferstecher Egid Verhelst, der 1788 ein Kupferstichporträt des Grafen von Walderdorff geschaffen hatte. Bereits im ersten Mannheimer Jahr gewann Schmid in einem Wettbewerb den zweiten Preis, eine goldene Medaille. Gegen Ende 1791 wechselte er an die Düsseldorfer Akademie, wurde jedoch 1794 im Zuge der Eroberung des Rheinlands durch französische Revolutionstruppen von seinem vorübergehend nach Wien ausgewichenen Förderer nach Trier zurück beordert.

### Erwerbsuche
Für Peter Schmid begann eine lange und unruhige Suche nach einer gesicherten Erwerbsgrundlage für sich, seine Ehefrau Barbara Maria Saarburg, die er 1798 in Trier heiratete, und die fünf Kinder, die aus dieser Verbindung hervorgingen, unter ihnen die Maler Carl und Wilhelm Schmid.
Die Stationen, an denen er mit der Gründung von Zeicheninstituten und mit Porträtmalerei reüssieren wollte, waren für damalige Verhältnisse sehr weiträumig ausgelegt: Trier, St. Petersburg, Stettin, Frankfurt, Aachen, Köln und Berlin. Im Sommer 1801 hielt er sich längere Zeit in Bruchsal, der Residenz des 1797 noch zum letzten Fürstbischof von Speyer ernannten Wilderich von Walderdorff, auf und fertigte ein „lebensgroßes“ Porträt seines Gönners. Mindestens von 1803 bis 1805 war Schmid wieder in seiner Heimatstadt Trier ansässig, wie die Geburtseinträge zweier Kinder nachweisen.
Aus Zeitungsanzeigen ergibt sich zudem, dass er in Trier Mal- und Zeichenunterricht erteilte, sich jedoch wiederholt zu längeren Kunststudien nach Paris begab. Seine dort geschaffene Kopie nach dem bekannten Gemälde „Der Stier“ (1647) von Paulus Potter stellte Schmid 1805 in Trier und 1810 in Berlin aus. Berlin wurde nun ohnehin zu seinem Lebens- und Arbeitsmittelpunkt einschließlich einer festen Staatsanstellung.

## Wirken

### Peter Schmids Zeichenmethode
Ausgehend seiner schlechten Erfahrungen mit pädagogisch nicht ausgebildeten und oft arbeitsüberlasteten Malern als Kunstlehrern entwickelte Peter Schmid eine eigene „Zeichenlehrart“. Unter dem Schlagwort „Naturzeichnen“ veröffentlichte er ab 1809 eine Reihe von didaktischen Schriften, mit denen er die Notwendigkeit eines elementaren Kunstunterrichts begründete und Reformvorschläge unterbreitete. Anstelle des viel geübten mechanischen Kopierens sollten nach seiner Methode die Schüler (Kinder und Erwachsene) „stufenweise über die Nachbildung von einfachen und zusammengesetzten, gerad- und krummflächigen Körpern unter zweckentsprechender Belehrung über Perspektive, mathematische Verhältnisse sowie Licht- und Schattenlehre“ zum freihändigen Zeichnen befähigt werden. Seine Vorschläge fügten sich in die allgemeine Reformpädagogik und die Aufwertung des Kunstunterrichts am Beginn des 19. Jahrhunderts. So forderten auch die Anhänger des Volkspädagogen Johann Heinrich Pestalozzi und andere Autoren eine zur Selbstständigkeit erziehende Elementarbildung.
Es entwickelte sich ein langjähriger Methodenstreit, in dessen Verlauf Peter Schmid seine „Zeichenlehrart“ ausbaute und verfeinerte. Sein Erfolgsrezept jedoch, mit dem er zum einflussreichen Methodiker des Zeichenunterrichts avancierte, war die Übertragung seiner Reformideen auf die Zeichenlehrer als Multiplikatoren mit Breitenwirkung. Zur Ausbildung angehender Zeichenlehrer an öffentlichen Schulen erstellte er Lehrpläne auf der Grundlage seiner Zeichenmethode, die zunächst von den Bezirksregierungen in Köln und Aachen und schließlich in wesentlichen Teilen vom Kultusministerium in Berlin übernommen wurden. Er leitete ab 1819 auch selbst ein Seminar zur Ausbildung von Zeichenlehrern an der Kunstschule der Kunstakademie in Berlin und erhielt 1830 eine feste Anstellung an der Kgl. Realschule und an der Taubstummenschule in Berlin. 1833 wurde ihm „wegen ausgezeichneter Verdienste“ der Professorentitel verliehen. Er passte zum gesellschaftlichen Aufstieg Peter Schmids, der parallel zum Schuldienst Angehörige des Hofes und des Berliner Bildungsbürgertums erfolgreich in seiner Zeichenmethode unterwies und auch porträtierte. Er gab diese Tätigkeit erst auf, als er 1843 erblindete und zu seinem Sohn Wilhelm nach Koblenz-Ehrenbreitstein zog, wo er im Alter von 84 Jahren verstarb.

## Schriften
- Anleitung zur Zeichenkunst, besonders für diejenigen, die ohne Lehrer dieselbe erlernen, für Eltern, die ihre Kinder darin selbst unterrichten wollen; zugleich auch in Schulen für Kinder unter ihrem zehnten Jahre als Einleitung zum Naturzeichnen. Nebst Bemerkungen über die Methode im Allgemeinen und über den Unterricht im Zeichnen insbesondere. 2 Hefte mit Kupfern. Leipzig 1809. Zweite Auflage Berlin 1825.
- Widerlegung der falschen Ansichten und Meinungen von meiner neuen Zeichenmethode. Ein Buch für Zeichen- und Jugendlehrer. 2 Teile. Berlin 1817.
- Die Wege der Natur und Entwicklung des menschlichen Geistes. Ein Buch für Lehrer u. Erzieher. Berlin 1827.
- Das Naturzeichnen für den Schul- und Selbstunterricht. Fortsetzung der Anleitung zur Zeichenkunst. Teile I bis IV. Berlin 1828, 1829, 1830, 1832.
- Gesichtspunkt, aus welchem Peter Schmids Zeichenlehrart zu betrachten ist, nebst einem Umrisse derselben, von ihm selbst entworfen, nebst angehängten Bemerkungen. Berlin 1831.
- Formenlehre mit Anwendung auf Naturgegenstände für den Schulunterricht. Mit 10 Kupfern. Berlin 1833.
- Die Linear-Perspective für angehende Künstler, zugleich für Schulen bearbeitet. Berlin 1834.
- Plan, wie Peter Schmid’s Zeichen-Methode in allen Schulen mit Erfolg und fast ohne Umstände einzuführen ist, von ihm selbst entworfen, oder das Naturzeichnen für die allgemeinen Lehranstalten. Berlin 1835.